# Adamsville (Delaware)
Pour les articles homonymes, voir Adamsville.
Adamsville est une communauté non incorporée des comtés de Kent et de Sussex, dans l'État du Delaware, aux États-Unis. Elle se trouve à l’intersection de la Delaware Route 16 (en) et de Adamsville Road au nord-ouest de Greenwood.